# ムブナ

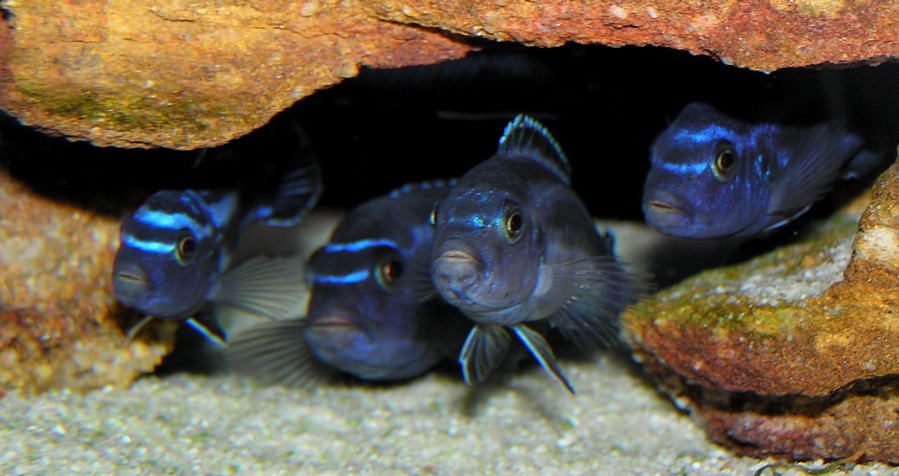
Melanochromis cyaneorhabdos

ムブナ (Mbuna) は、スズキ目・シクリッド科の魚のうち、アフリカ・マラウイ湖の沿岸の岩場に住む体長 10 cm 前後の小型種のグループを指す現地語。マラウイ地方の現地語で「岩に住む魚(rockfish)」という意味である。

## 生態
岩場に付着した藻類や小動物などを主食とする。基本的に口に入るものであれば何でも食べてしまうが、種類によって草食性の傾向が強いものから雑食性のものまで食性に差異がある。多くの種類は口元は平べったく藻類を食べるのに適した形となっており、岩に生えた苔を剥ぎ取るようにして食べる。普段は縄張りを中心に動き回ったり、穴の中でじっとしていることが多いが、体型をみても分かるとおり俊敏に泳ぐことができる。性格は縄張り意識が強く、他のアフリカンシクリッドと比べてもさらに攻撃的である。特に自身と同種の個体、種類が異なっていても似た体型や似た色彩を持つ個体に対してはより攻撃的になる。自然界では一定の水域・範囲内で大規模なグループを形成し、棲み分けをして生活しているものの、群れを形成しているわけではない。このグループは明確な社会構造をもっておりボスを頂点とした強弱関係が形成される。一定の範囲内で生活していることから地域変種が数多く見られるのも特徴の一つである。地域変種の多くは体色、色彩の濃淡、縞の数等の体の模様が異なることが多い。ムブナの地域変種は水の濁り具合や水の流れ、光の当たり具合などの条件により原種が変化したり、交雑したものがその地域で固定化することによって発生する。わずか20年の間で全く別の種が発生したという研究も存在する。

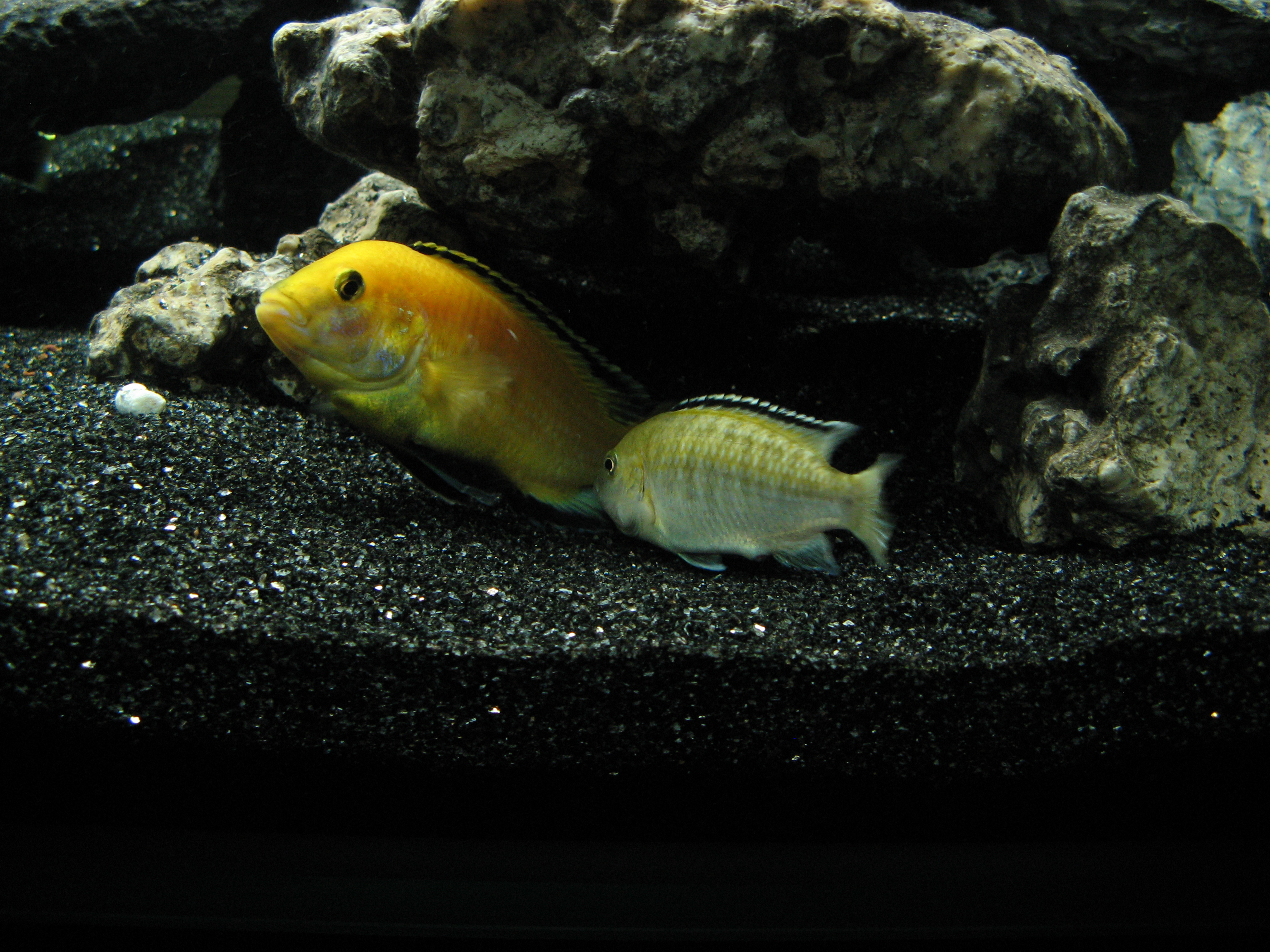
卵と誤信してエッグスポットに口を近づける L.caeruleus のメス

また繁殖行動は独特で、メスが口の中で卵を孵化させ口の中で一定期間稚魚を育てるマウスブルーダーとしても知られる。オスは縄張りに穴を掘り、繁殖期になるとそこへメスを誘い入れて産卵を促す。オスの尻鰭にはエッグスポットと呼ばれる卵とよく似た模様があり、卵と誤認したメスがオスの尻に近づき卵を口に含もうとしたときに射精し口内受精させる。

## アクアリウム
現地では貴重なタンパク源として食用にも供されるが、海水魚のようなカラフルな色彩を持つため熱帯魚としても流通している。生息地のマラウイ湖の水質が弱アルカリ性であることから、水槽で飼育する場合にはサンゴなどを利用し pH の低下を防ぐとよい。サンゴを使う場合はサンゴから溶け出したカルシウムなどの物質により硬度が上がりすぎるためこまめな水換えが必要である。成魚でも10cm前後と小型ではあるが、強い個体が他の個体を追い回してしまうので複数飼育する場合は60cm以上の水槽が必要で、弱い個体の隠れ家をつくるために岩組みや水草を使ったレイアウトをするか、威嚇や攻撃が特定の個体に集中しないようにするために数を多めに飼育する必要がある。飼育に高硬度の水を使う上に、ムブナは大食漢で排泄物の量も多くなることから濾過能力の高いフィルターが必要となる。推奨サイズよりもひとまわり以上大きなフィルターを使うことが望ましい。水草を植える場合は、多くの水草が弱酸性から中性で成育することに加えウィローモス等の水草は食べられてしまうので植えられる水草は限定される。
国内で流通している個体は現地で採取されたワイルド個体もあるが、大半は東南アジアで養殖されたものである。ワイルド個体は水質や餌に神経質だが、東南アジア産のものは人工飼料にもよく慣れ水質の適応の幅も広く丈夫なものが多い。元々草食性の強い種類の魚なので脂肪分の多い餌を与えすぎると肥満となり腹水病などの原因となるので注意を要する。魚の習性や性格を把握した上で飼育するのであれば、安価で手に入る種類もあり丈夫で繁殖もしやすいので初心者にも飼いやすい部類に入る魚である。

## 代表的なムブナ

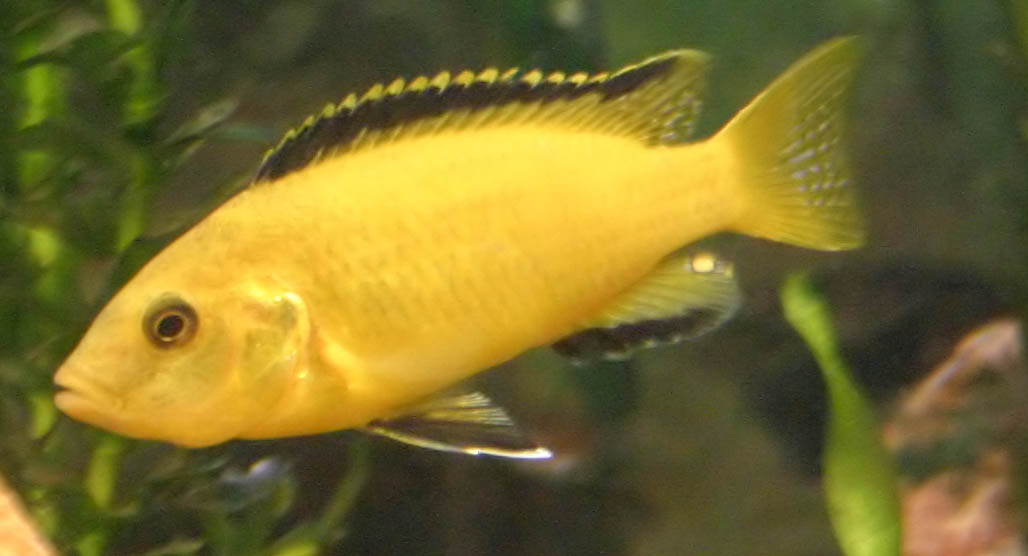
ラビドクロミス・カエルレウス

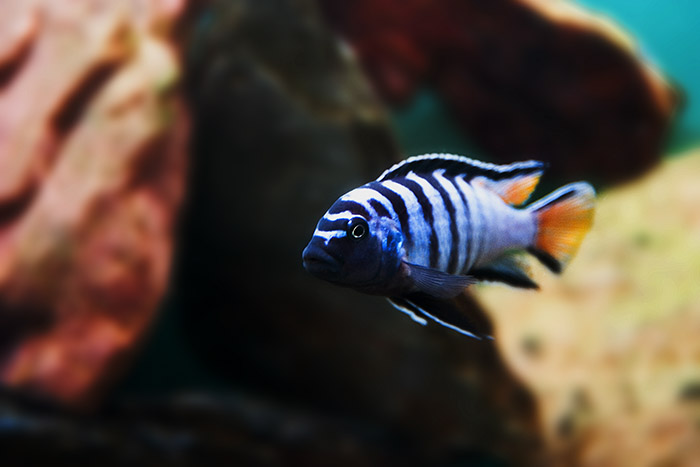
シュードトロフェウス・エロンガータス

### ムブナの種類
一般的に以下の属に当たるものがムブナと考えられている。
- Cyathochromis Trewavas, 1935
- Cynotilapia Regan, 1922
- Genyochromis Trewavas 1935
- Gephyrochromis Boulenger, 1901
- Iodotropheus Oliver & Loiselle 1972
- Labeotropheus Ahl, 1926
- Labidochromis Trewavas 1935
- Maylandia Meyer & Foerster 1984. (syn. Metriaclima Stauffer, Bowers, Kellogg, & McKaye 1997 [3])
- Melanochromis Trewavas, 1935
- Petrotilapia Trewavas 1935
- Pseudotropheus Regan, 1922

### 日本国内で広く流通しているムブナ
メラノクロミス・アウラートゥス
学名 Melanochromis auratus (Boulenger, 1897)
体長10cm前後。イエローストライプ・シクリッドの名前で流通している。黄色の体に黒のラインが入るためこのような名前が付けられている。オスの成魚は黄色と黒が反転し白く太いラインが入る。丈夫で飼いやすいためアフリカンシクリッドの入門種として広く流通している。
ラビドクロミス・カエルレウス
学名 Labidochromis caeruleus (Fryer, 1956)
体長13cm前後。イエローシクリッド、エレクトリックイエローシクリッド等の名前で流通している。鮮やかな黄色の体と背びれと尻ひれに黒いラインが入るのが特徴。オスは腹ひれにも黒いラインが入る。
シュードトロフェウス・ゼブラ
学名 Pseudotropheus zebra
体長10cm前後。ブライトブルー・シクリッドやコバルトブルー・シクリッドの名前で流通している。淡い青色の体と数本の横縞が入るのが特徴。
シュードトロフェウス・ロンバロドイ
学名 Pseudotropheus lombardoi
体長13cm前後。ゴールデンゼブラ・シクリッドの名前で流通している。幼魚の時は雌雄ともに青色の体に黒の横縞模様であるが、雄は発情期になると体色が黄色に変化する。
交雑しやすいため数多くの雑種が存在しており、販売店によっては独自の流通名が付されている場合もある。
総じて気性は荒く同種間では激しく争い、他種に対しても排他的である。